# Podhale
Podhale er Polens sydligste region, undertiden benævnt "det polske højland". Podhale ligger ved foden af Tatrabjergene i Karpaterne.

## Lokal folklore
Regionen er præget af en rig tradition for folklore, der er meget romantiseret i den polske patriotiske fantasi. Folkloren kommer hovedsageligt fra polske bosættere fra regionen Lillepolen længere nordpå og delvist fra transsylvanske bosættere der migrerede i det 14.- til det 17. århundrede. Navnet Podhale oversættes bogstaveligt som "under bjergene". Podhale er en del af den historiske provins Lillepolen (polsk: Małopolska) med hovedstad i den kongelige by Kraków.

## Regionale attraktioner
Blandt områdets attraktioner er det populære bjergferieby Zakopane og søen kendt som Morskie Oko ("Havets øje"), som den lokale legende hævder, er forbundet med Adriaterhavet ved underjordiske passager. Byen Nowy Targ langs Dunajec-floden, der ligger i dalen under Gorcebjergene, er hovedstaden i regionen. Ludzmierz er hjemsted for områdets ældste helligdom, Vor Frue af Ludźmierz.
Befolkningen i denne region er især berømt for deres oscypek, en ost lavet af en blanding af komælk og fåremælk, deres musik og deres skiløjper.